# رافاييل فاز
رافاييل فاز (بالبرتغالية: Rafael Vaz‏) (17 سبتمبر 1988 بساو باولو في البرازيل - ) هو لاعب كرة قدم برازيلي في مركز الدفاع. لعب مع نادي أونيفرسيداد دي تشيلي ونادي بارانا ونادي سيارا ونادي فاسكو دا غاما ونادي فلامنغو ونادي فيلا نوفا وCA Votuporanguense ‏.

## وصلات خارجية
- رافاييل فاز على موقع قاعدة بيانات كرة القدم.إي يو (الإنجليزية)
- رافاييل فاز على موقع Soccerway.com (الإنجليزية)